# 이스라엘 테러 피해자 추모비
이스라엘 테러 피해자 추모비(히브리어: אנדרטת חללי פעולות האיבה, Andartat Halalei Pe'ulot HaEiva)는 이스라엘 예루살렘에 위치한 국립 묘지인 헤르츨 언덕에 위치해있다. 1851년 이후 발생한 이스라엘의 테러 희생자들을 위한 추모비로, 유대인과 비 유대인의 이름이 함께 있다.

## 사진

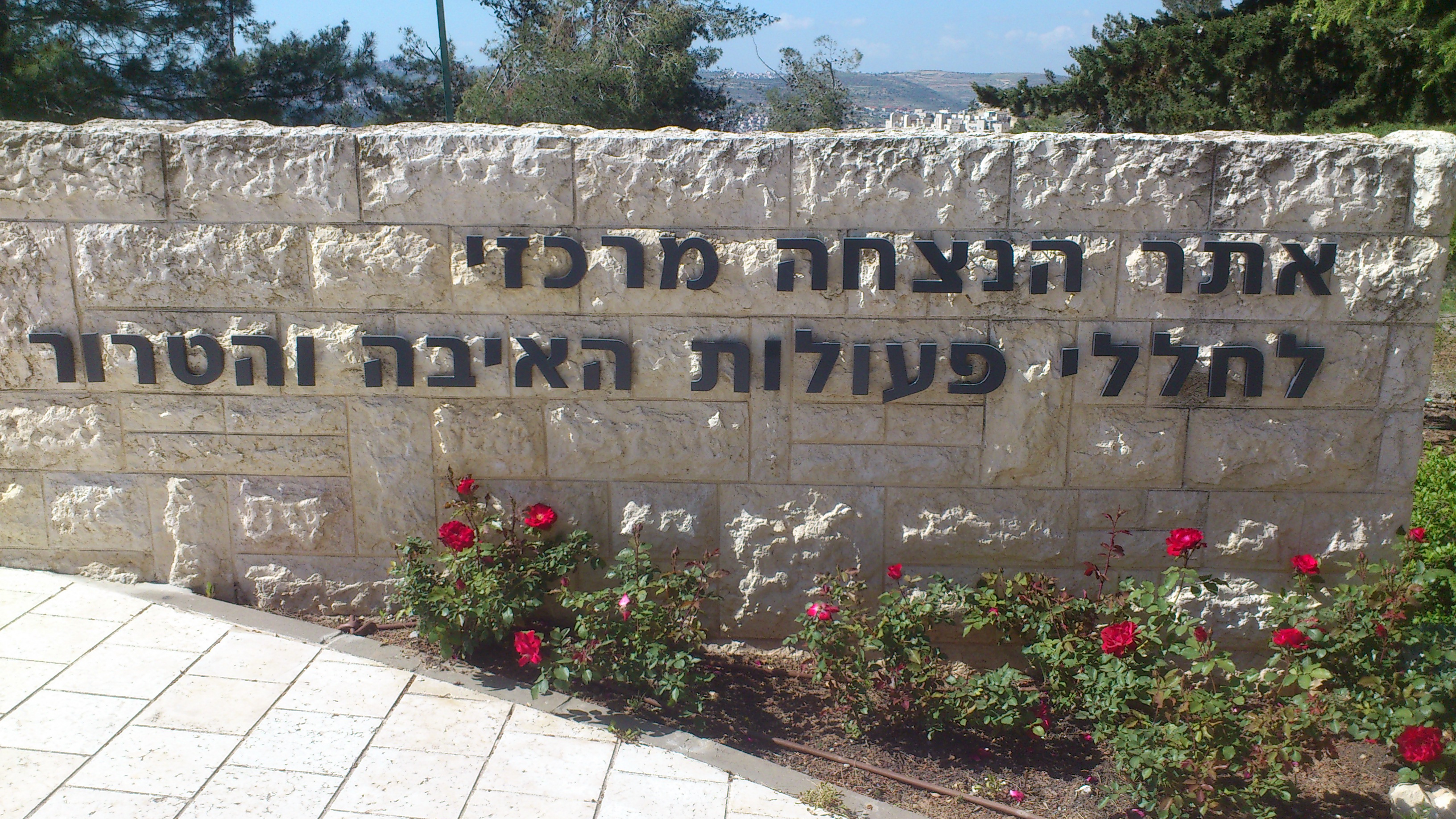
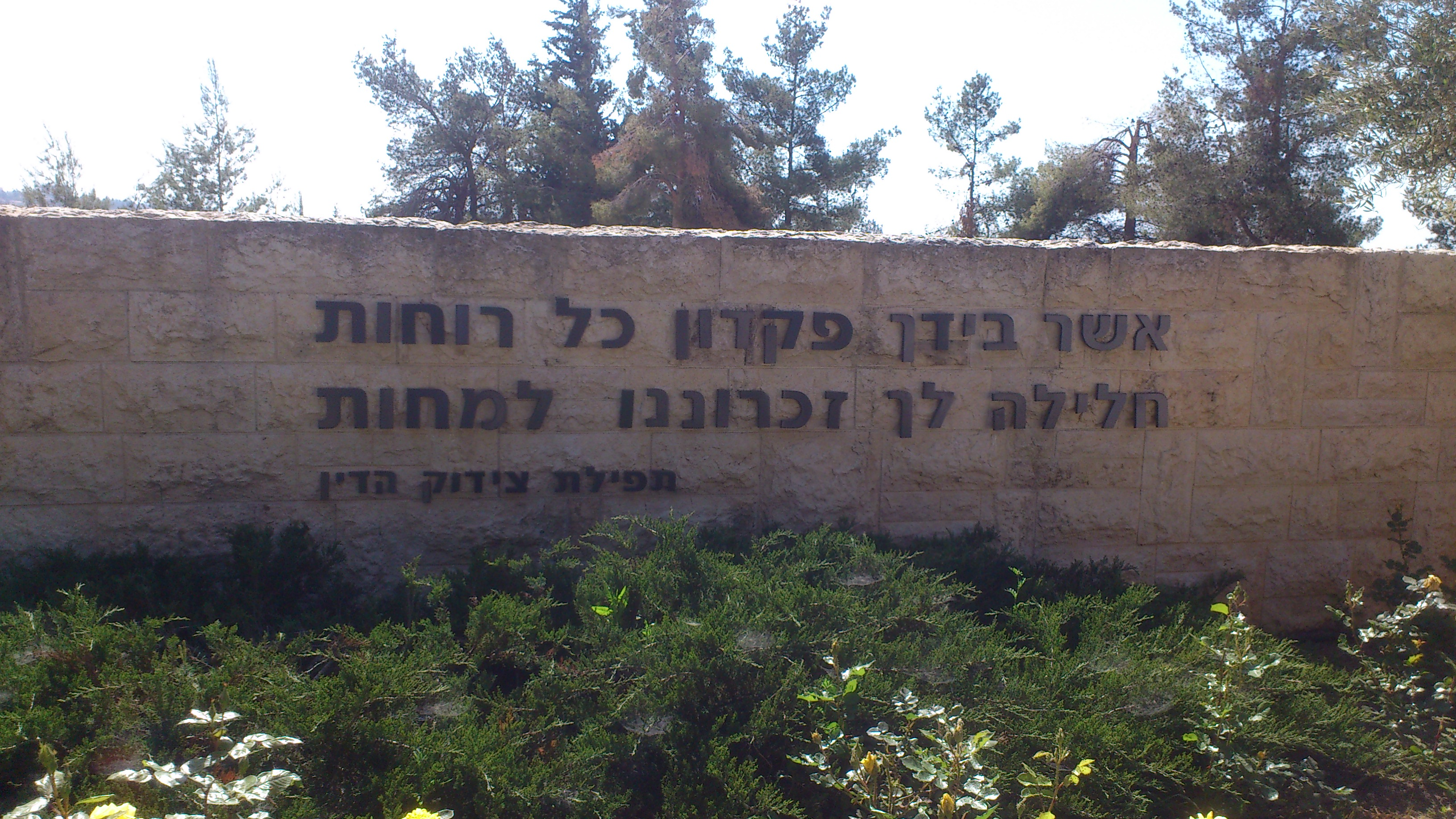
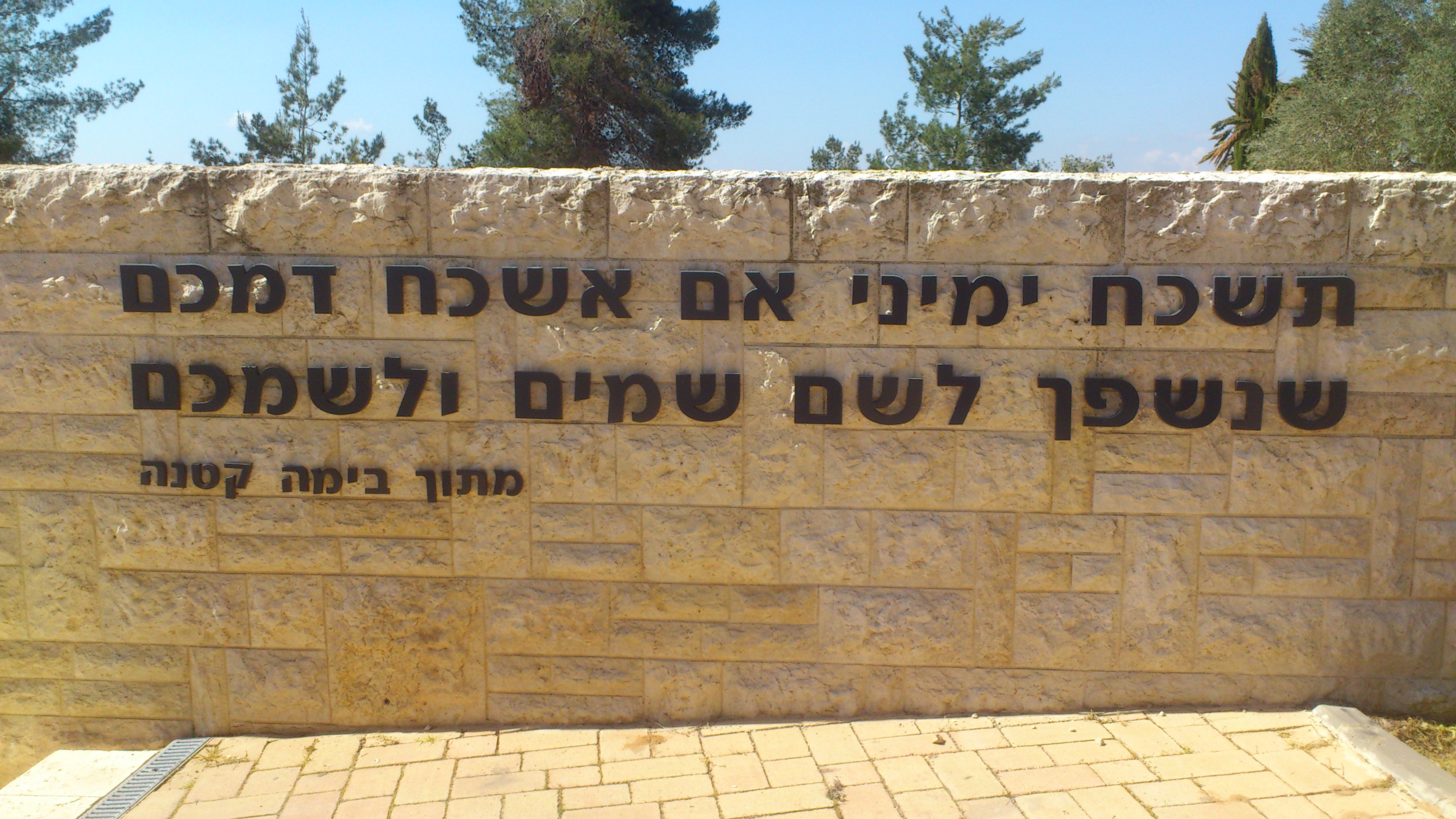
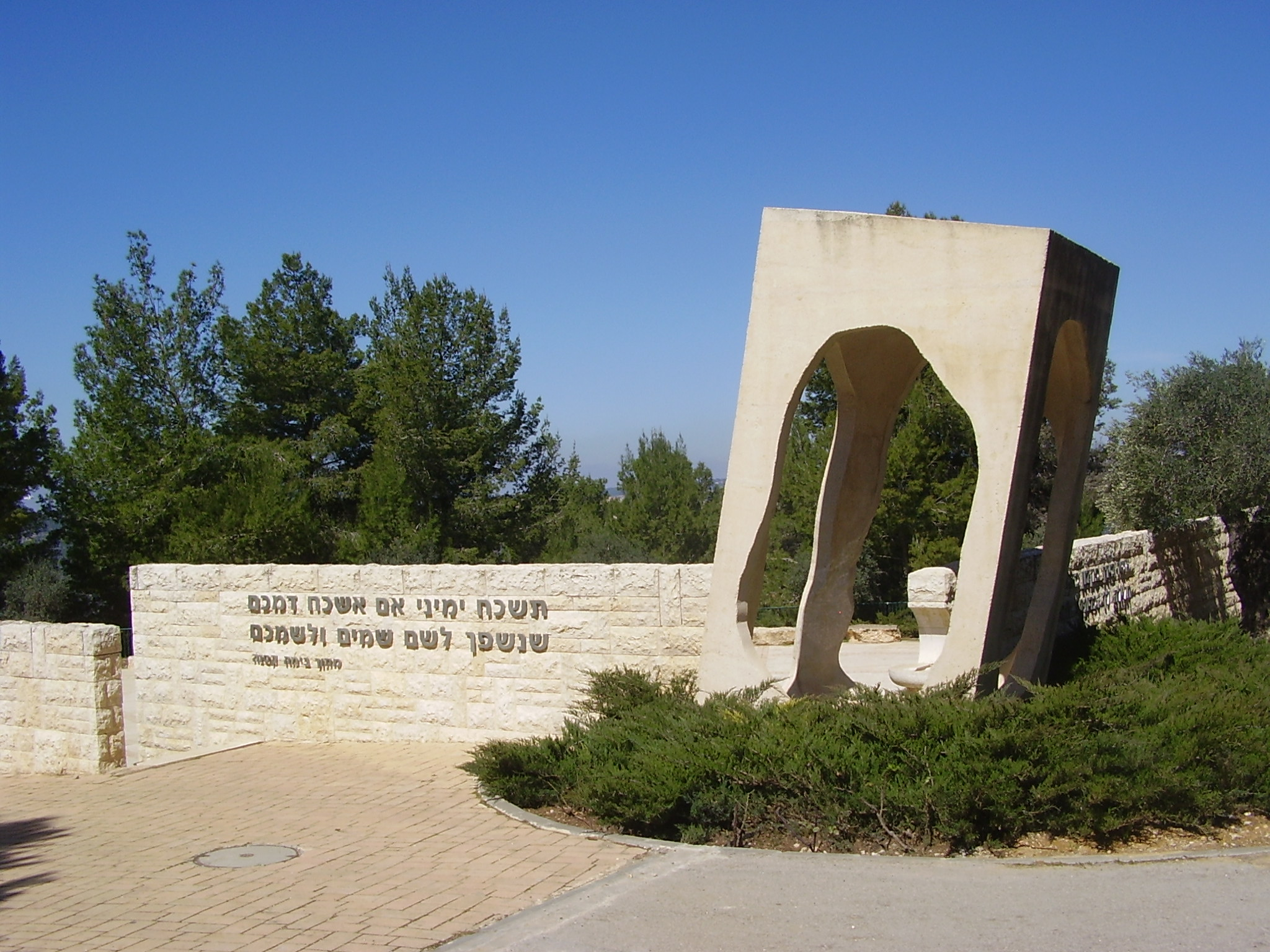
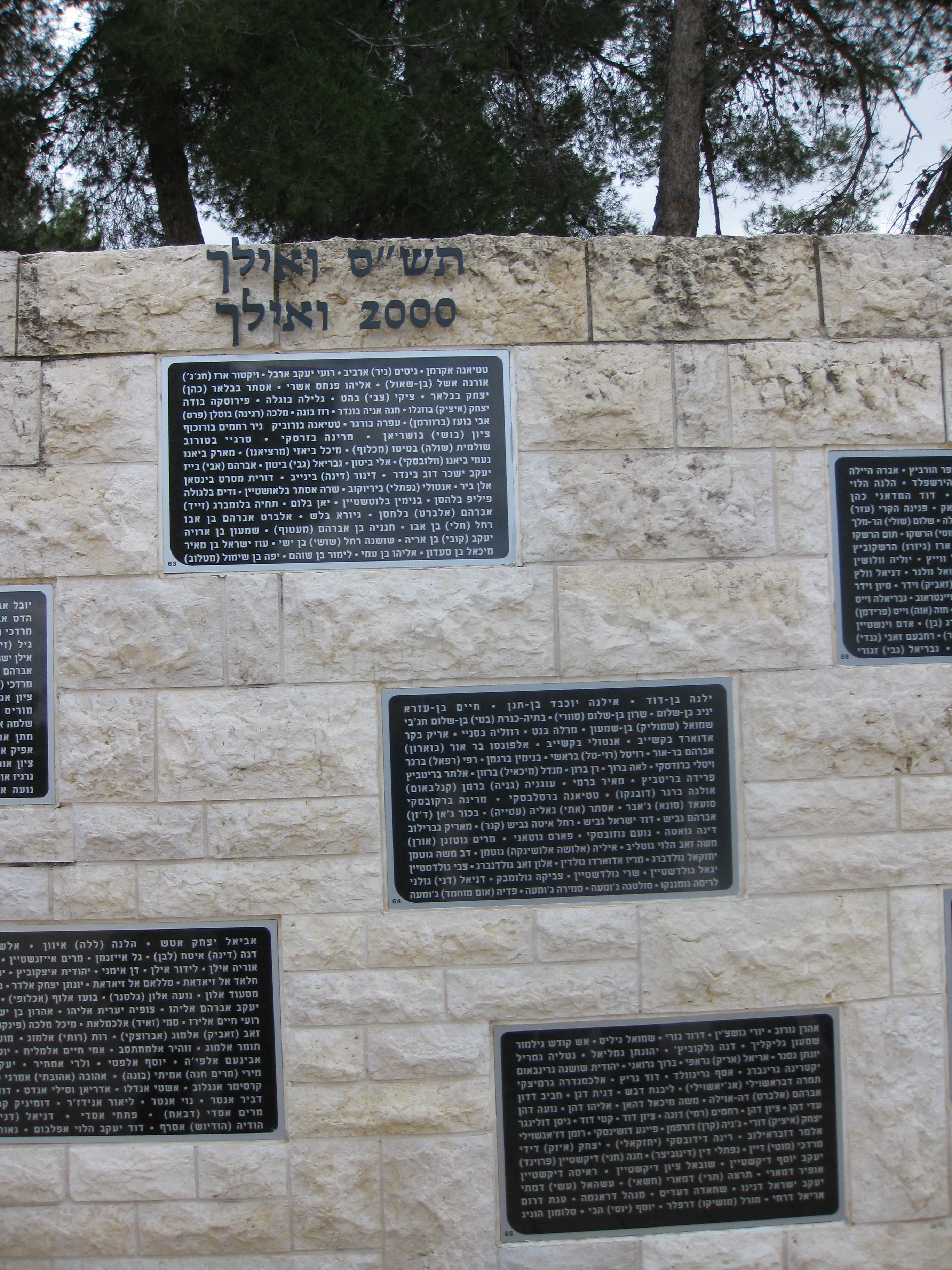